# Astenus immaculatus
Astenus immaculatus är en skalbaggsart som beskrevs av Stephens 1833. Astenus immaculatus ingår i släktet Astenus, och familjen kortvingar. Arten är reproducerande i Sverige.